# 4123 Tarsila
4123 Tarsila eller 1986 QP1 är en asteroid i huvudbältet som upptäcktes den 27 augusti 1986 av den belgiske astronomen Henri Debehogne vid La Silla-observatoriet. Den är uppkallad efter den brasilianska konstnären Tarsila do Amaral.
Asteroiden har en diameter på ungefär 6 kilometer och den tillhör asteroidgruppen Koronis.